# Arte Polis
Pour les articles homonymes, voir Polis (homonymie).
Arte Polis est un bureau d'architecture postmoderne belge fondé par Aldo Sanguinetti, Denis Dejemeppe et Luc Schartz et actif depuis 1991, principalement à Bruxelles.

## Historique
Diplômé de l'Académie royale des beaux-arts de Bruxelles en 1977, Aldo Sanguinetti travaille d'abord au sein de l'Atelier d'architecture de Genval de 1977 à 1988.
Il fonde l'Atelier d'Architecture Aldo Sanguinetti en 1988, puis Arte Polis en 1999 avec Denis Dejemeppe et Luc Schartz.
Fin 2005, Arte Polis fusionne avec l'Atelier d'Architecture Aldo Sanguinetti et absorbe le Bureau d'Architecture Jean-Hubert Pigeolet, dont Sanguinetti était l'administrateur depuis 2003.

## Réalisations de style postmoderne
- 1991-1996 « Park Leopold - Cobepa », rue Wiertz 30-50[2]

- 1999-2000 « Beiersdorf », boulevard Industriel 30, Anderlecht
- 2001 : pavillon d'accès à la station de métro de la Porte de Namur
- 2002 immeuble de bureaux « Legrand » Kouterveldstraat 9 à Diegem
- 2007 « Brederode 2 », rue de Brederode 2 (rénovation)
- 2007-2011 « Science Montoyer », rue Montoyer 30 / rue de la Science 8

## Rénovations de style postmoderne
- 1993-1998 Rénovation de la Tour AG (rebaptisée « Bastion Tower »), porte de Namur
- 1997-1998 Immeuble mixte de logement et de bureaux (pour Gamma Stile), chaussée de Wavre 1503-1505, Auderghem
- 2010-2012 Rénovation de l'« Orion Center » (IWT), Boulevard Bischoffsheim 21-25